# 透明人
透明人（英語：Invisible Man）或稱隱形人，是指擁有隱形能力的人，這種設定經常出現在小說、漫畫、電影、電子遊戲中。

## 定義

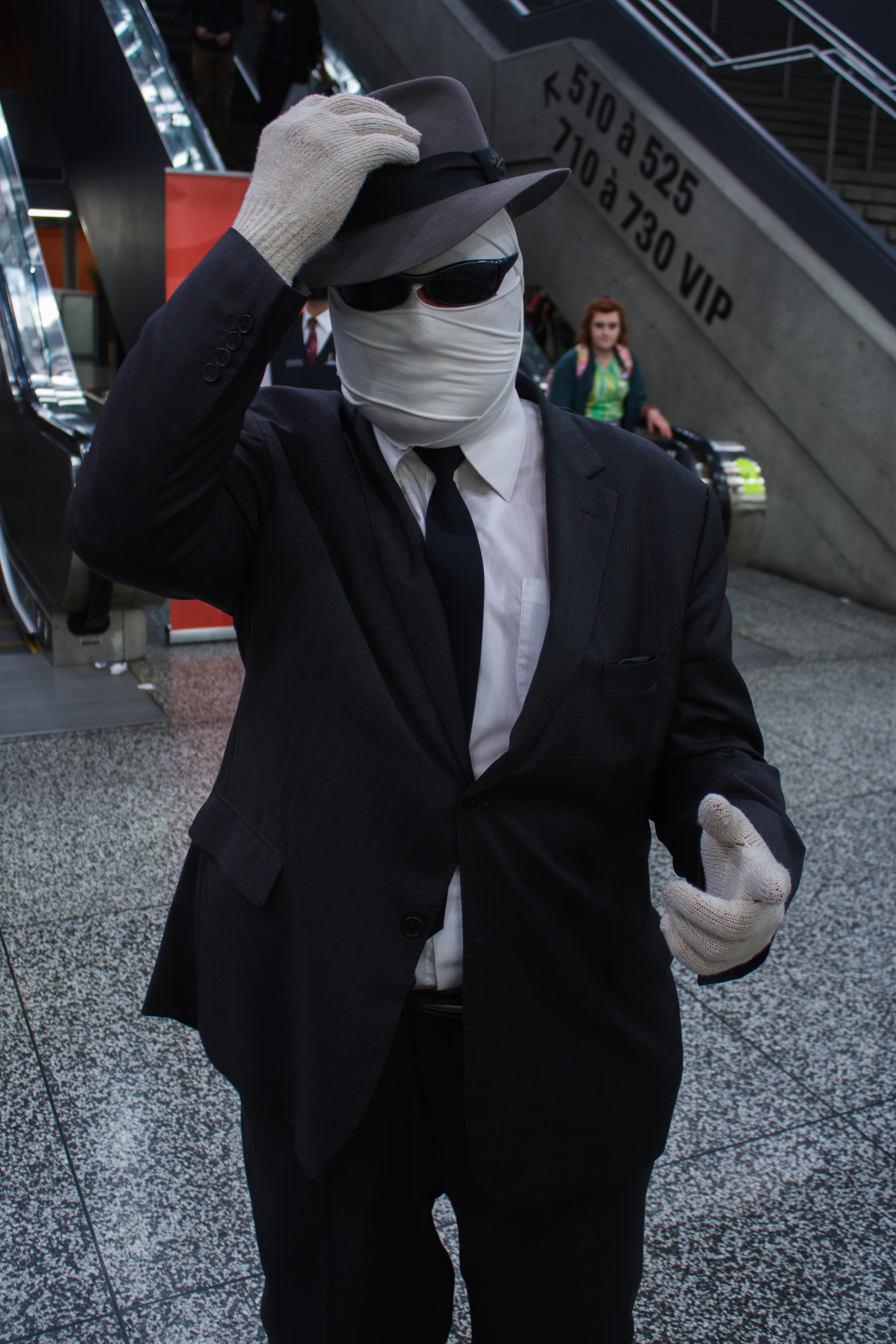
一個標準的透明人裝扮

透明人意指無法以肉眼看見之角色，但僅止於無法以可見光看到，仍可以紅外線影像識別。其本體仍具有物理性質，可被觸摸，因此也可以藉由潑水、噴煙等方式探查透明人的存在。
但因為隱形狀態無法讓觀眾或讀者看到該角色，又或著透明人角色不想在日常生活中引發騷動，因此透明人角色通常會以全身著長袖衣褲，手戴手套，頭部纏繞繃帶，戴著帽子及墨鏡的方式進行日常活動。

## 起源

### 比喻
在英語中，「Invisible Man」也被比喻為沒有社會地位，被人們忽視的弱勢族群。例如拉爾夫·艾里森於1952年出版的小說《看不見的人》。或是韓國KBS於2006年7月5日起播放的水木迷你連續劇《透明人間崔長洙》。這些作品裡主角並非物理上隱形，而是因為被歧視等因素而被他人刻意忽視，如同隱形一樣。

## 現實技術
- 光學迷彩
- 低可偵測性技術

## 以透明人為主題的作品

### 電子遊戲
小朋友齊打交二，裡面有個角色為Template(模板)，和Bandit(土匪)一樣只能使用普通攻擊的角色，特色為全身透明。

### 小說
- 透明光，倪匡筆下著名科幻小說衛斯理系列之一，講述擁有隱形能力的人的可悲，特別之處在於以科學角度提出了隱形能力的致命缺點。
- 隱形人，英国小说家赫伯特·乔治·威尔斯在1897年发表的科幻小说，被视为是描写瘋狂科学家与社会对立的杰作。

### 電影
- 透明人間，1954年的日本電影。
- 透明人，2000年由保羅·范赫文（Paul Verhoeven）執導的科幻和驚悚電影。
- 透明人2，2006年的科幻驚悚電影，由克羅迪歐·費執導，為2000年上映之《透明人》續集，但劇情與第一集無關。
- 攻殼機動隊(Ghost in the shell)電影中，主角草薙素子身上的光學迷彩緊身衣，具有曲(屈)折光線讓人變透明的效果。
- 太空突擊隊的鐵船長(Captain Future)腰帶上的光學隱身裝置，能曲(屈)折光線讓人隱形，可惜只有一分鐘效果。
- 終極戰士系列電影中，名為掠食者(Predator)的外星生物可啟動盔甲上的光學迷彩裝置藉此隱形。
- 隱形人 (2020年電影)，2020年美國電影，描述女主角受到看不見的前男友壞人追殺，男友是光學專家，發明了隱形裝置。

### 動畫
- 透明人間 (動畫)，バニラ在2006年發售的成人動畫，後來改編成同名遊戲。

### 漫畫
- 隱形女，本名為蘇珊·史東·李察士（Susan Storm Richards），是出現在漫威漫畫中的虛構超級英雄，驚奇4超人之一。
- 火星獵人，DC漫畫的虛構超級英雄，為美國正義聯盟知名的核心成員之一。
- 哆啦A夢的著名道具，曲折光線蓮蓬頭。能噴出光學迷彩的水滴。讓人隱形或出現在不同位置。
- 哆啦美的道具，透明人眼藥水，滴在眼睛上，會讓全身細胞模擬角膜細胞變透明。具有讓細胞變透明的效果，可令人隱形。
- ONE PIECE中，兩位海賊前後吃了透明果實的阿布薩羅姆及矢龍能變成透明人。
- ONE PIECE中，海賊文斯莫克·香吉士穿上原生家族杰爾馬66特製的戰鬥服「漆黑隱伏」，能利用光學迷彩將背景投射在身上達到隱形的效果。

### 電視劇
- 透明光，台灣中華電視公司以國語於1983年7月11日星期一至7月15日星期五，每日晚上八時至九時三分播出「科幻劇場」之《透明光》，合計共5集。為華視「衛斯理傳奇」系列劇集第一個故事。
- 透明人间 (电视剧)，1996年的日本電視劇，由香取慎吾、深津繪里、黑木瞳主演。
- 男神不败，2020年的新加坡电视剧，第17集李正义（田铭耀 饰）吃了巧克力后变成隐形人。

### 廣播劇
- 透明光，香港電台第一台於1984年2月13日至3月5日，逢星期一至五中午十二時半〈驚心動魄〉時段，以粵語首播《透明光》廣播劇，合共15集。
- 透明光，香港商業電台以粵語於1986年星期一至五，每日下午三時正播出《透明光》廣播劇，合共17集。為商台衛斯理廣播劇系列第二個故事。
- 透明光，廣州廣播電台於2004年起以粵語首播衛斯理廣播劇，由主播講出《透明光》故事。

### 歌曲
- 透明人間 (歌曲)，日本組合Pink Lady的單曲。
- 透明人間 (歌曲)，日本組合Perfume單曲Relax In The City/Pick Me Up的B面曲。
- 透明人間，東京事變於2006年推出的歌曲，收錄於專輯《大人》。

### 其他
- 透明人間，透明人也是日本成人片商Soft On Demand喜愛的幻想題材，以透明人間之名拍攝了一系列的成人片。